# 今田町

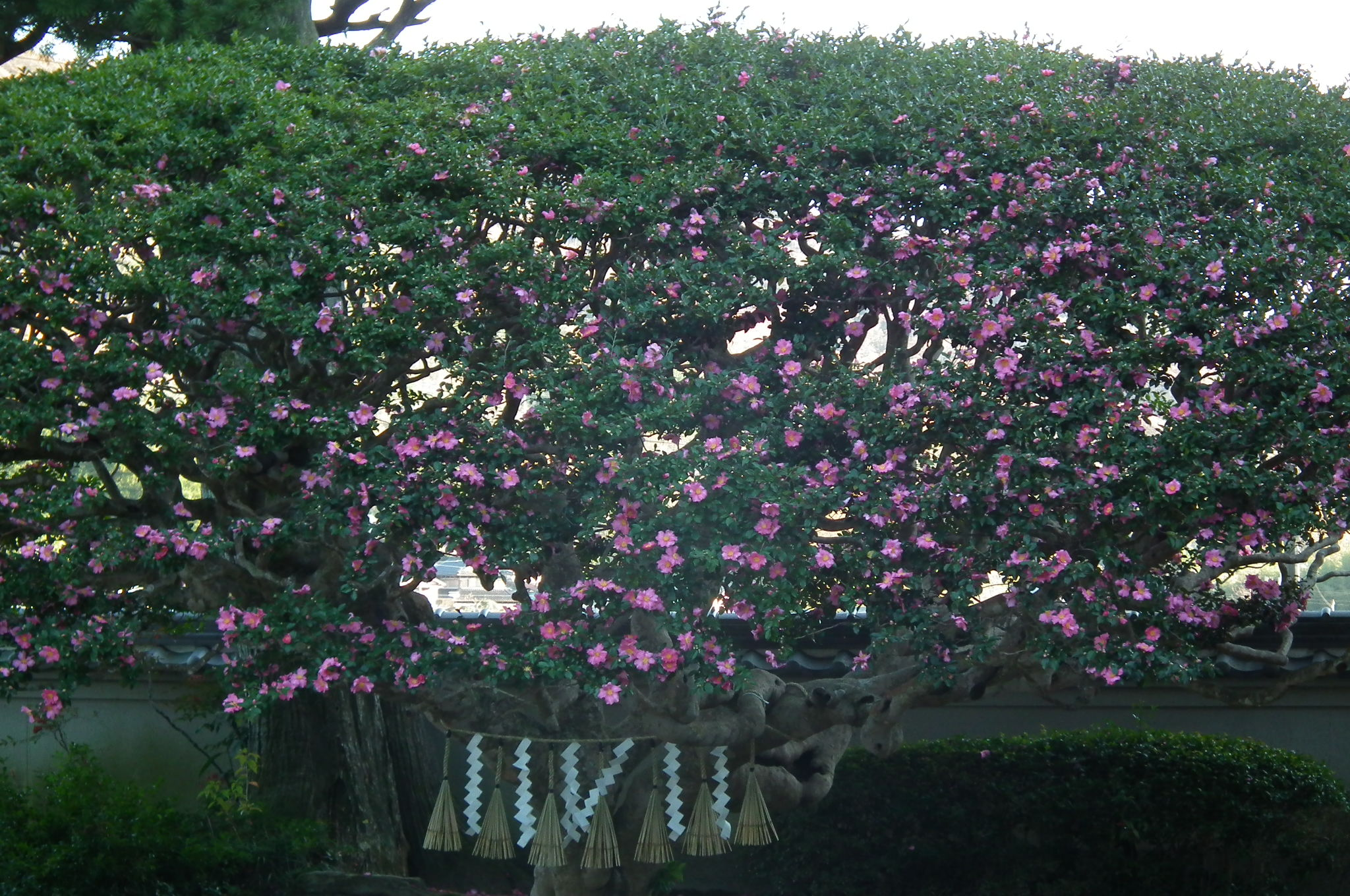
西方寺の樹齢600年の大サザンカ

今田町（こんだちょう）は、かつて兵庫県の中部に位置した町。多紀郡に属した。立杭焼で知られていた。
1999年4月1日に篠山町・丹南町・西紀町の3町と合併、篠山市となったため消滅した。
旧4町の中で唯一、旧町名を「今田町○○」として住所に留める。合併に当たっては町民から合併延期を求める署名が集まったものの、議会に押し切られた形となり、課題を残した。

## 地理
- 山: 白髪岳 (722m)、西光寺山（713m 三角点は西脇市）、西寺山 (545m)、虚空蔵山 (592m)、和田寺山 (591m) など
- 河川: 東条川など

### 隣接していた自治体
三田市、西脇市、加東郡社町、多紀郡丹南町、氷上郡山南町

## 歴史
- 1889年（明治22年）4月1日 - 町村制の施行により、上小野原村・辰巳村・四斗谷村・下小野原村・休場村・上立杭村・下立杭村・東荘分・釜屋村・荻野分・今田村・佐曽良新田村・本荘村・黒石村・今田新田村・市原村・芦原新田村・木津村・間新田分の区域をもって今田村が発足。
- 1960年（昭和35年）4月1日 - 今田村が町制施行して今田町となる。
- 1999年（平成11年）4月1日 - 篠山町・西紀町・丹南町と合併して篠山市が発足。同日今田町廃止。

## 交通

### 鉄道路線
鉄道は無い。 相野駅から 神姫バスの便がある。

### 道路
- 国道372号
- 兵庫県道141号黒石三田線
- 兵庫県道292号下立杭柏原線
- 兵庫県道311号上鴨川木津線

## 名所・旧跡・観光スポット・祭事・催事
- 立杭陶の郷
- 兵庫陶芸美術館
- 立杭焼[1]
  - 陶器まつり
- 西方寺 - 樹齢600年の大サザンカ
- 瀬戸地蔵 - 行基の伝説が残る。
- シイタケ、凍り豆腐などが名産。

## ギャラリー
- 丹波立杭焼登り窯
- 今田町の景観
- 瀬戸地蔵